# Erik Wallgren (läkare)
Erik Gustaf Wallgren, född 7 november 1899 i Arvika församling, död 11 mars 1970 i Södertälje, var en svensk läkare.
Wallgren, som var son till köpman Per Wallgren och Signe Hultgren, avlade studentexamen i Karlstad 1919, blev medicine kandidat vid Uppsala universitet 1923 och medicine licentiat vid Karolinska Institutet i Stockholm 1927. Han var extra ordinarie amanuens och amanuens på Uppsala universitets anatomiska institution 1922 och 1923, assistentläkare på Borås lasarett 1927, andre underläkare på Arvika sanatorium 1927–1929, på Helsingborgs lasaretts medicinska avdelning 1929, extra läkare och tillförordnad underläkare på Jönköpings lasaretts medicinska avdelning 1929–1930, underläkare på Borås lasaretts medicinska avdelning 1930–1932, biträdande läkare på Göteborgs epidemisjukhus 1932–1933, t.f.  stadsläkare i Södertälje 1933–1942, stadsläkare 1942–1952 och förste stadsläkare där från 1953. Han var även läkare vid epidemisjukstugan, barnavårdscentralen och distriktsdispensären samt skolläkare. Han tillhörde stadsfullmäktige 1946–1957 och var ordförande i Svenska stadsläkarföreningen 1951–1956.